# Từ Tài Hậu
Từ Tài Hậu (tiếng Trung Quốc giản thể: 徐才厚, bính âm: Xú Cáihòu; 1943 – 2015) nguyên ủy viên Bộ chính trị, nguyên phó chủ tịch Quân ủy Trung ương Đảng Cộng sản Trung Quốc, thượng tướng Chủ nhiệm Tổng cục Chính trị Quân Giải phóng Nhân dân Trung Quốc.
Từ Tài Hậu được cho là có mối quan hệ thân thiết với Giang Trạch Dân, cựu tổng bí thư đảng cộng sản Trung Quốc.
Ông nghỉ hưu khỏi Quân ủy Trung ương vào năm 2013 và rời khỏi Bộ Chính trị năm 2012.
Năm 2014, ông bị khai trừ khỏi đảng và bị điều tra tham nhũng. Sau khi bị phát hiện có hàng tấn đôla và vô số đá quý trong tầng hầm biệt thự, Từ Tài Hậu sẽ bị đưa ra xét xử ở một tòa án quân sự.

## Tiểu sử
Từ Tài Hậu xuất thân trong một gia đình thuộc tầng lớp dân lao động ở Ngõa Phòng Điếm, Đại Liên. Bố mẹ ông là công nhân nhà máy. 
Ông đã học ở Học viện Công trình quân sự Quân giải phóng nhân dân Trung Quốc ở Cáp Nhĩ Tân, nơi ông học chuyên ngành kỹ thuật điện. Ông tốt nghiệp năm 1968 giữa giai đoạn diễn ra cuộc cách mạng văn hóa và ông bị điều xuống nông thôn để lao làm nông dân trong một năm.
Ông đã trở thành chính ủy quân đội ở Cát Lâm, được tiến cử vào Ủy ban Quân ủy trung ương Trung Quốc năm 1999 và trở thành phó chủ tịch ủy ban này năm 2004.
Năm 2004, Từ Tài Hậu được bầu làm phó Chủ tịch Quân ủy Trung ương Trung Quốc, thay thế chỗ của Hồ Cẩm Đào khi ông Hồ Cẩm Đào lúc đó chuyển lên làm Chủ tịch Trung Quốc dù theo trình tự vai vế không phải thuộc Từ Tài Hậu. Chọn Từ Tài Hậu tức là ông Hồ Cẩm Đào muốn loại bỏ mạng lưới quyền hành của phe Thượng Hải, do ông Giang Trạch Dân đứng đầu. Sau đó ba năm, Từ Tài Hậu được bầu vào làm một trong 25 ủy viên Bộ Chính trị Đảng Cộng sản Trung Quốc.
Năm 2012, chủ tịch TQ Tập Cận Bình bắt đầu chiến dịch chống tham nhũng. 2014, 16 quan chức cấp cao của PLA trong đó có tướng Từ đã bị bắt giữ vì cáo buộc tham nhũng. Cơ quan điều tra Trung Quốc đã phát hiện ông Từ Tài Hậu và các thành viên trong gia đình nhận hối lộ để giúp nhiều sĩ quan quân đội thăng quân hàm, Từ Tài Hậu từng phụ trách nhân sự của quân đội. Ngày 30/6/2014, ông Từ đã bị khai trừ khỏi đảng khi ông đang ở trên giường bệnh điều trị ung thư.
Ngoài Từ Tài Hậu, thượng tướng Quách Bá Hùng cũng bị tạm giam để điều tra. Theo số liệu chính thức, tổng cộng 39 tướng (tính cả con trai ông Quách, Thiếu tướng Quách Chính Cương) đã bị bắt giữ.

### Từ trần
Xinhua đưa tin ngày 16/3/2015 cho biết Từ Tài Hậu qua đời ngày 15/3 do bệnh ung thư bàng quang. Theo Reuters, cái chết của tướng Từ Tài Hậu khiến chính phủ Trung Quốc tránh khỏi một phiên tòa xét xử tội phạm tham nhũng, ẩn chứa nhiều nguy cơ lộ bí mật nội bộ.

## Tài sản
Trong khi điều tra, các công tố viên đã khám xét biệt thự sang trọng của Cựu ủy viên Bộ Chính trị này và phát hiện dưới tầng hầm có "hơn một tấn" đôla Mỹ, euro và nhân dân tệ cùng vô số đá quý và hàng trăm kg ngọc bích đắt tiền cũng như các đồ cổ quý hiếm.